# Васильев, Владимир Владимирович
Владимир Владимирович Васильев (25 июня 1907, Красноярск  - 1988, Иркутск) ― учёный-математик, доктор физико-математических наук, профессор, доцент, организатор математического факультета Иркутского государственного университета, а также первого в Восточной Сибири и на Дальнем Востоке диссертационного совета по математике. Депутат Иркутского городского совета трёх созывов. Является автором множества научных работ.

## Биография
Владимир Владимирович родился 25 июня 1907 года в городе Красноярске, воспитывался в семье учителя математики. Поступил в Читинскую мужскую гимназию, после перевода отца на службу в Читу. Окончил среднюю школу второй ступени.
В 1931 году окончил Иркутский педагогический институт. Учителями Владимира Владимировича являлись известные математики – профессора С. Б. Сверженский и Б. А. Викберг. Большое влияние на формирование научных интересов будущего учёного Владимира Владимировича оказал российский математик и механик-академик А. И. Некрасов. Работал преподавателем математики в Читинском лесопромышленном техникуме, после окончания института.
В 1932 году Владимир Владимирович поступил в аспирантуру при кафедре математики Иркутского государственного университета к профессору Борису Акселевичу. Вёл практические занятия на дневном отделении университета и читал лекции на заочном отделении по математическому анализу, алгебре и дифференциальной геометрии, будучи аспирантом. В 1936 году, успешно защитив кандидатскую диссертацию «Распространение метода Б. Г. Побединского на некоторые частные случаи дифференциальных уравнений третьего и четвёртого порядков», окончил аспирантуру. В дальнейшем работал преподавателем на физико-математическом факультете.
С 1937 года, включая военное время, доцент Владимир Владимирович читал лекции и вёл практические занятия по большинству математических дисциплин. С 1937 года начали проводиться школьные математические олимпиады, благодаря инициативе профессора И. Н. Рукавицына и В. В. Васильева в Иркутской области. С 1946 года под руководством Владимира Владимировича в ИГУ началась разработка теории и приближённых методов решения интегральных и интегро-дифференциальных уравнений, играющих важную роль в физике, технике и механике. Являлся непосредственным продолжателем работ академика Александра Ивановича.
В 1947 году появилось отделение со специальностью «математика» в рамках физико-математического факультета, а в 1959 году в университете открылся Вычислительный центр ИГУ, где началась подготовка студентов по специализации – «вычислительная математика», с 1962 года при ИГУ работала на общественных началах воскресная физико-математическая школа в течение несколько лет. В 1964 году Владимир Владимирович получил звание профессора без защиты диссертации. В 1965 году стал первым деканом математического факультета, который возглавлял его до 1971 года. Были открыты новые математические кафедры и расширен спектр исследований в наиболее интересных и актуальных разделах современной математики. Профессор Владимир Владимирович являлся председателем совета на факультете по защите кандидатских диссертаций. С 1971 года Владимир Владимирович сосредоточился на работе по руководству кафедрой дифференциальных и интегральных уравнений, которой заведовал с момента её основания.
Владимир Владимирович – основатель иркутской школы по дифференциальным, интегральным и интегро-дифференциальным уравнениям. Является первым председателем Иркутского математического общества, был главным редактором регионального сборника «Дифференциальные и интегральные уравнения». Участвовал во многих Всесоюзных конференциях и съездах математиков, был удостоен приглашения на Московский Международный математический конгресс 1966 года за большие научные достижения.
Владимир Владимирович был депутатом Иркутского горсовета трёх созывов, кавалер двух орденов «Знак Почёта», награждён четырьмя медалями, нагрудным знаком «Отличник народного просвещения».

## Основные труды
- К вопросу об интегрировании систем линейных интегро-дифференциальных уравнений // Учён. зап. / Иркут. гос. пед. ин-т. – Иркутск, 1946. – Вып. 9 : Математика. Физика. – С. 19-25.
- К решению линейных интегро-дифференциальных уравнений с постоянными коэффициентами и вырожденным ядром // Прикл. математика и механика. – 1949. – Т. 13, вып. 2. – С. 207-208.
- Решение линейных обобщённых интегро-дифференциальных уравнений // Прикл. математика и механика. – 1951. – Т. 15, вып. 5. – С. 609-614.
- К вопросу о решении систем линейных однородных обобщённых интегро-дифференциальных уравнений // Тр. Сер. физ.-мат. / Иркут. гос. ун-т. – Л., 1953. – Т. 8, вып. 1. – С. 3-8.
- Об одном классе нелинейных интегральных уравнений // Тр. Сер. физ.-мат. / Иркут. гос. ун-т. – Л., 1953. – Т. 8, вып.1. – С. 22-27.
- Решение задачи Коши для одного класса линейных интегро-дифференциальных уравнений // Докл. АН СССР. – М., 1955. – Т. 100, № 5. – С. 849-852.
- Об одном случае решения интегрального уравнения Вольтерра // Учён. зап. / Благовещ. гос. пед. ин-т. – Благовещенск, 1956. – Т. 7 : Кафедра математики. – С. 57-61.
- Некоторые замечания к статье Т. И. Виграненко «О решении одного класса интегро-дифференциальных уравнений» // Тр. / Ин-т математики и механики АН УзССР. – [Ташкент], 1956. – Вып. 18. – С. 163-165.
- Решение задачи Коши для линейных интегро-дифференциальных уравнений // Тр. Сер. физ.-мат. / Иркут. гос. ун-т. – Иркутск, 1957. – Т. 15, вып. 2. – С. 32-45.
- К вопросу о решении краевой задачи для одного класса линейных интегро-дифференциальных уравнений // Учён. зап. / Иркут. гос. пед. ин-т. – Иркутск, 1960. – Вып. 17 : Кафедра математики. – С. 158-167.
- К вопросу о решении линейных интегро-дифференциальных уравнений с неограниченными ядрами // Краткие сообщения о научно-исследовательских работах за 1959 год : прил. к отчёту о науч.-исслед. работе за 1959 г. – Иркутск, 1961. – С. 30-31.
- К вопросу о решении задачи Коши для одного класса линейных интегро-дифференциальных уравнений // Изв. вузов. Сер. Математика. – М., 1961. – № 4. – С. 8-24.
- К вопросу о решении одного класса систем линейных интегро-дифференциальных уравнений с двумя неизвестными функциями // Краткие сообщения о научно-исследовательских работах за 1960 год : прил. к отчёту о науч.-исслед. работе за 1960 г. – Иркутск, 1962. – С. 62.
- Решение краевой задачи для одного класса линейных интегро-дифференциальных уравнений // Краткие сообщения о научно-исследовательских работах за 1960 год : прил. к отчёту о науч.-исслед. работе за 1960 г. – Иркутск, 1962. – С. 62.
- Решение одного класса линейных интегро-дифференциальных уравнений в случае, когда [Лямбда] – характеристическое число // Доклады Второй Сибирской конференции по математике и механике. Томск, 24-29 сент. 1962 г. – Томск, 1962. – С. 14-16.
- Об условиях А. И. Некрасова в теории одного класса линейных интегро-дифференциальных уравнений // Краткие сообщения о научно-исследовательских работах за 1961 год : прил. к отчёту о науч.-исслед. работе за 1961 г. – Иркутск, 1963. – С. 31-32.
- Об условиях А. И. Некрасова в теории линейных интегро-дифференциальных уравнений одного класса // Изв. вузов. Сер. Математика. – М., 1963. – № 6. – С. 29-38.
- Решение задачи Коши для одного класса линейных интегро-дифференциальных уравнений // Краткие сообщения о научно-исследовательских работах за 1961 год : прил. к отчёту о науч.-исслед. работе за 1961 г. – Иркутск, 1963. – С. 26-27.
- Решение одного класса линейных интегро-дифференциальных уравнений типа Вольтерра // Доклады Третьей Сибирской конференции по математике и механике. Томск, 8-13 сент. 1964 г. – Томск, 1964. – С. 86-87.
- О третьей теореме Фредгольма для одного класса линейных интегро-дифференциальных уравнений // Учён. зап. / Иркут. гос. пед ин-т. – Улан-Удэ, 1964. – Вып. 20 : Кафедра математики. – С. 170-176.
- Итерированные ядра и резольвенты для одного класса линейных интегро-дифференциальных уравнений типа Фредгольма // Материалы Шестой межвузовской физико-математической научной конференции Дальнего Востока. – Хабаровск, 1967. – Т. 3 : Дифференциальные и интегральные уравнения. – С. 46-52.
- Решение одного класса линейных интегро-дифференциальных уравнений типа Вольтерра // Тр. Сер. мат. / Иркут. гос. ун-т. – Иркутск, 1968. – Т. 26. – С. 3-18.
- Рекуррентные формулы для вычисления коэффициентов рядов Фредгольма при решении задачи Коши для одного класса линейных интегро-дифференциальных уравнений // Информационный сборник трудов Вычислительного центра Иркутского государственного университета. – Иркутск, 1968. – Вып. 2. – С. 29-35.
- Перестройка преподавания математики на математическом факультете // Доклады научно-методической конференции Иркутского государственного университета за 1967-1968 учебный год : материалы врем. коллективов. – Иркутск, 1968. – С. 64-65.
- Об одном методе решения линейного интегро-дифференциального уравнения // Материалы научной конференции за 1969-1970 гг. / Иркут. гос. ун-т. – Иркутск, 1970. – Вып. 2 : Математика, география, геология. – С. 3-4.
- О специализированных задачах в теории линейных интегро-дифференциальных уравнений // Тр. Сер. мат. / Иркут. гос. ун-т. – Иркутск, 1970. – Т. 74, вып. 6. – С. 3-15.
- Об одном методе решения краевой задачи для линейного интегро-дифференциального уравнения с вырожденным ядром // Тр. Сер. мат. / Иркут. гос. ун-т. – Иркутск, 1970. – Т. 74, вып. 6. – С. 29-34.
- О построении систем линейных однородных интегро-дифференциальных уравнений первого порядка // Дифференциальные и интегральные уравнения : сб. ст. – Иркутск, 1972. – Вып. 1. – С. 83-90.
- О решении разрешающих уравнений для некоторых классов линейных интегро-дифференциальных уравнений // Дифференциальные и интегральные уравнения : сб. ст. – Иркутск, 1973. – Вып. 2. – С. 127-133.
- Об одном методе приближённого решения краевой задачи для линейных интегро-дифференциальных уравнений // Дифференциальные и интегральные уравнения : сб. ст. – Иркутск, 1975. – Вып. 3. – С. 212-217. – Соавт.: В. С. Шароглазов.
- О фундаментальных решениях разрешающего однородного интегрального уравнения для одного класса линейных интегро-дифференциальных уравнений // Дифференциальные и интегральные уравнения : сб. ст. – Иркутск, 1975. – Вып. 3. – С. 120-125.
- О фундаментальных решениях системы линейных однородных интегро-дифференциальных уравнений // Дифференциальные и интегральные уравнения : сб. ст. – Иркутск, 1976. – Вып. 4. – С. 260-269. – Соавт.: В. В. Лобов.
- О коэрцитивной разрешимости абстрактных параболических уравнений с постоянным оператором // Дифференц. уравнения. – 1978. – Т. 14, № 8. – С. 1507-1510.
- О понижении порядка одного класса линейных интегро-дифференциальных уравнений // Дифференциальные и интегральные уравнения : межвуз. сб. – Иркутск, 1978. – Вып. 5. – С. 81-84.
- О применении теории Гильберта-Шмидта к решению линейных интегро-дифференциальных уравнений одного класса // Применение методов функционального анализа к задачам математической физики и вычислительной математики : материалы шк.-семинара, 1978 г. – Новосибирск, 1979. – С. 19-27. – Соавт.: И. Н. Снятиновская.
- Об уравнении Риккати // Дифференциальные и интегральные уравнения : межвуз. сб. – Иркутск, 1979. – Вып. 6. – С. 3-6.
- Научно-исследовательская работа на математическом факультете в области дифференциальных и интегральных уравнений // Иркутский университет – крупнейший учебно-методический и научный центр Восточной Сибири : основ. направления науч. исслед. ун-та. – Иркутск, 1979. – С. 15-20.
- Об интегрирующем множителе одного класса интегро-дифференциальных уравнений первого порядка // Дифференциальные и интегральные уравнения : сб. ст. – Иркутск, 1980. – Вып. 7. – С. 74-80.
- О замене переменных в обыкновенных линейных интегро-дифференциальных уравнениях // Дифференциальные и интегральные уравнения и их приложения : сб. науч. тр. – Иркутск, 1981. – Вып. 8 : Дискретные и распределённые системы. – С. 110-115. – Соавт.: Н. И. Березовский.
- Об одном случае решения специализированных задач в теории линейных интегро-дифференциальных уравнений // Вопросы устойчивости и оптимизации динамических систем : сб. науч. тр. – Иркутск, 1983. – С. 167-170.
- Тринадцать лекций по основам вариационного исчисления : учеб. пособие. – Иркутск : Изд-во Иркут. гос. ун-та, 1989. – 104 с.

## Публикации о В. В. Васильеве
- Васильев В. В. Всё сделать своими руками : интервью / беседовал Г. Казимиров // Иркут. ун-т. – 1971. – 7 мая.
- Учёный и педагог / Г. Цуккер // Вост.-Сиб. правда. – 1977. – 25 июня.
- К семидесятилетию профессора В. В. Васильева / В. А. Треногин [и др.] // Дифференциальные и интегральные уравнения : межвуз. сб. – Иркутск, 1978. – Вып. 5. – С. 3-6.
- Учёный, педагог, гражданин / Б. Бельтюков, М. Платонов, В. Чернышев // Вост.-Сиб. правда. – 1983. – 8 янв.
- Вспомните, профессор… / М. Станиславчик // Иркутский ун-т, 1985. – 2 окт.
- С юбилеем, учитель! / М. Чугаевская // Вост.-Сиб. правда. – 1987. – 28 июня.
- Васильев Владимир Владимирович // Иркутский государственный университет: ректоры, деканы, профессора (1918-1998) / сост. С. И. Кузнецов. – Иркутск, 1998. – С. 72.
- Его формула счастья / О. Быков // Вост.-Сиб. правда. – 2007. – 25 сент.
- В. В. Васильев в воспоминаниях учеников и коллег / М. А. Дмитриева [и др.] // Изв. Иркут. гос. ун-та. Сер. Математика. – 2007. – Т. 1 : Спец. выпуск, посв. 100-летию проф. В. В. Васильева. – С. 6-10.
- В. В. Васильев - родословная и штрихи к портрету / Г. В. Васильева, Е. В. Васильева // Изв. Иркут. гос. ун-та. Сер. Математика. – 2007. – Т. 1 : Спец. выпуск, посв. 100-летию проф. В. В. Васильева. – С. 4-5.
- К столетию со дня рождения профессора В. В. Васильева / Н. А. Сидоров // Изв. Иркут. гос. ун-та. Сер. Математика. – 2007. – Т. 1 : Спец. выпуск, посв. 100-летию проф. В. В. Васильева. – С. 1-3.
- Патриарх иркутской математики / Н. А. Сидоров // Иркут. ун-т. – 2007. – 31 авг.